# Alexandros Papagos

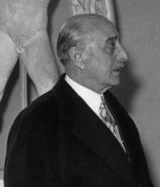
Alexandros Papagos in 1954

Alexandros Papagos (Grieks: Αλέξανδρος Παπάγος) (Athene, 9 december 1883 – bij Athene, 4 oktober 1955) was een Grieks militair en staatsman.
Papagos werd in 1936 chef-staf van het Griekse leger, dat hij reorganiseerde. Na de Italiaanse inval van 28 oktober 1940 verkreeg hij het opperbevel over de Griekse strijdkrachten. In april 1941 bezetten de Duitsers het land en in 1943 werd Papagos als gijzelaar naar een concentratiekamp overgebracht, waar hij tot aan het einde van de oorlog verbleef. 
In januari 1949 kreeg hij opnieuw het opperbevel over het leger, dat in september 1949 een einde maakte aan de Griekse burgeroorlog. Hij werd toen tot veldmaarschalk benoemd en ging zich aan de politiek wijden. Hij stichtte de 'Griekse Concentratie' (Hellenikos Synagermos), die de Volkspartij haar macht oplegde, en werd na de voor hem succesvolle verkiezingen van november 1952 premier. Als zodanig voerde Papagos een politiek van behoudsgezinde stabilisatie. Tijdens zijn regeringsperiode werd hij geconfronteerd met de Cypruskwestie.